# Марен Кіркейде
Марен Кіркейде (норв. Maren Kirkeeide) —  норвезька біатлоністка, призерка чемпіонату світу, багаторазова чемпіонка Європи та призерка європейської першості, чемпіонка молодіжної світової першості.

## Результати
Джерелом усіх результатів є сайт  Міжнародного союзу біатлоністів.

### Чемпіонати світу
2 медалі (1 срібна, 1 бронзова)
| Змагання         | Індивідуалка | Спринт | Персьют | Масстарт | Естафета | Змішана естафета | Одиночна змішана естафета |
| ---------------- | ------------ | ------ | ------- | -------- | -------- | ---------------- | ------------------------- |
| Ленцергайде 2025 | 8            | 16     | 33      | Бронза   | Срібло   | 4                | —                         |

### Молодіжні чемпіонати світу
1 медаль (золото)
| Рік                 | Вік | Індивідуалка | Спринт | Персьют | Естафета |
| ------------------- | --- | ------------ | ------ | ------- | -------- |
| Солджер-Голлов 2022 | 18  | 17           | Золото | 5       | 4        |

### Кубок світу
| Сезон   | Вік | Загальний залік | Загальний залік | Загальний залік | Індивідуалка | Індивідуалка | Спринт | Спринт | Персьют | Персьют | Мас-старт | Мас-старт |
| Сезон   | Вік | Гонки           | Очки            | Місце           | Очки         | Місце        | Очки   | Місце  | Очки    | Місце   | Очки      | Місце     |
| ------- | --- | --------------- | --------------- | --------------- | ------------ | ------------ | ------ | ------ | ------- | ------- | --------- | --------- |
| 2022–23 | 20  | 2/20            | 16              | 74              | —            | —            | 16     | 64     | —       | —       | —         | —         |
| 2023–24 | 21  | 9/21            | 66              | 54              | 29           | 37           | 12     | 68     | 11      | 65      | 14        | 39        |
| 2024–25 | 22  | 20/21           | 548             | 10              | 41           | 28           | 204    | 8      | 214     | 7       | 89        | 19        |

#### Особисті подіуми
- 3 подіуми

| № | Сезон   | Дата           | Етап        | Рівень          | Гонка     | Місце |
| - | ------- | -------------- | ----------- | --------------- | --------- | ----- |
| 1 | 2024–25 | 9 січня 2025   | Обергоф     | Кубок світу     | Спринт    | 2     |
| 2 | 2024–25 | 11 січня 2025  | Обергоф     | Кубок світу     | Персьют   | 2     |
| 3 | 2024–25 | 23 лютого 2025 | Ленцергайде | Чемпіонат світу | Мас-старт | 3     |

#### Подіуми в естафетах
- 7 подіумів

| № | Сезон   | Дата            | Етап                 | Рівень          | Гонка            | Місце | Партнери                          |
| - | ------- | --------------- | -------------------- | --------------- | ---------------- | ----- | --------------------------------- |
| 1 | 2024–25 | 1 грудня 2024   | Контіолагті          | Кубок світу     | Естафета         | 3     | Арнеклев, Кнотен, Тандерволл      |
| 2 | 2024–25 | 12 січня 2025   | Обергоф              | Кубок світу     | Змішана естафета | 3     | Легрейд, Бо, Тандреволл           |
| 3 | 2024–25 | 18 січня 2025   | Рупольдінг           | Кубок світу     | Естафета         | 2     | Кноттен, Арнеклейв, Фемстейневік  |
| 4 | 2024–25 | 26 січня 2025   | Антерсельва          | Кубок світу     | Естафета         | 2     | Кноттен, Фемстейневік, Тандреволл |
| 5 | 2024–25 | 22 лютого 2025  | Ленцергайде          | Чемпіонат світу | Естафета         | 2     | Knotten, Tandrevold, Femsteinevik |
| 6 | 2024–25 | 9 березня 2025  | Нове Место-на-Мораві | Кубок світу     | Естафета         | 2     | Кноттен, Тандреволл, Фемстейневік |
| 7 | 2024–25 | 16 березня 2025 | Поклюка              | Кубок світу     | Змішана естафета | 3     | Лієн, Дале-Шк'євдал, Фрей         |